# دنیل سولندر

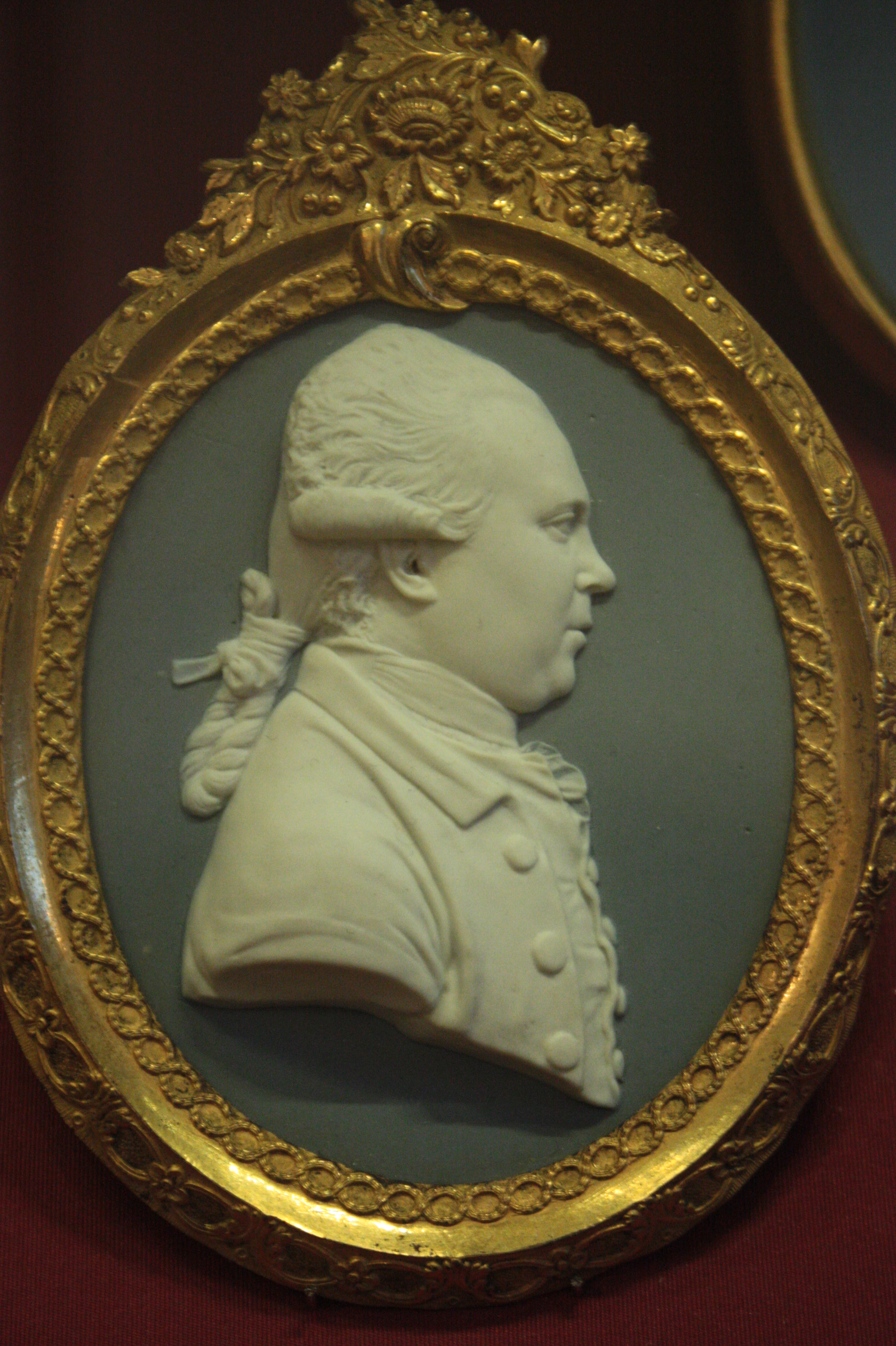
دنیل سولندر

دنیل سولندر(زاده۱۹ فوریه ۱۷۳۳ -درگذشته ۱۳ مه ۱۷۸۲)، طبیعی‌دان سوئدی و از حواریون لینه بود. سولندر اولین دانشمند دارای تحصیلات دانشگاهی بود که به خاک استرالیا پا گذاشت.